# Centro Internacional de Estudios de Arquitectura Andrea Palladio
El Centro internacional de estudios de arquitectura Andrea Palladio (CISA) es una institución de investigación dedicada a la historia de la arquitectura. Fundada en 1958, tiene la sede en Vicenza en el palacio Barbaran de Puerto (Contra' Porti 11), que comprende el Palladio Museum.

## Historia
Se fundó con el objetivo de crear un centro de investigación sobre la historia de la arquitectura donde la comunidad internacional de investigadores pudiera reunirse y trabajar juntos. En las décadas siguientes, con la llegada de investigadores como James Ackerman, Arnaldo Bruscos o Manfredo Tafuri, de la especialización palladiana se amplió el estudio al Renacimiento completo, y progresivamente a la historia de la arquitectura de cada época. Desde la fundación al 1991 el director fue Renato Cevese.
De 1958 a hoy, 6360 jóvenes arquitectos e historiadores de la arquitectura estuvieron en Vicenza, llegados de 47 naciones para asistir a los 129 entre cursos y seminarios del Centro. Los proyectos de investigación han propiciado la publicación de 178 volúmenes desde 1960 al 2012 y a la realización de 98 exposiciones en 53 ciudades para un total de 26 naciones.
El Centro palladiano promueve investigaciones, realiza muestras, publica libros, organiza cursos y seminarios sobre la arquitectura moderna como antigua. Su actividad es dirigida por una junta científica que reúne a los mayores expertos europeos y norteamericanos. Se realizan cursos, seminarios, publicaciones y muestras dedicadas no sólo a Andrea Palladio, también a la historia de la arquitectura desde la antigüedad al Novecientos. En su sede del palacio Barbaran de Puerto, uno de los más bellos palacios palladianos, están a disposición de los visitantes, una biblioteca, una fototeca y un archivo especializado.
El palacio es además sede del Palladio Museum (abierto en el 2012). Desde 1997 el Centro organiza importantes exhibiciones, resultado de los propios proyectos de investigación, a los cuales han contribuido con el préstamo de importantes obras de arte los más prestigiosos museos europeos.

## Socios fundadores
- Región del Veneto
- Provincia de Vicenza
- Común de Vicenza
- Cámara de Comercio Industria Artesanía Agricultura de Vicenza
- Academia Olímpica

## Socios defensores
- Bovis Lend Lease
- Confindustria Vicenza, Sección Costruttori Edili
- Dainese
- Orgullosa de Vicenza
- Gemmo
- Empresa Construcciones Giuseppe Maltauro
- Marelli Motores
- Palladio Financiera
- Zambon Group Farmacéuticos

## Junta de administración
(al mayo 2018)
- Presidente
  - Lino Dainese
- Vicepresidente
  - Antonio Franzina
- Gerente
  - Conduzco Beltramini
- Consejeros de administración
  - Roberto Ditri
  - Diego Finco
  - Corinna Gemmo
  - Antonio Zaccaria
  - Máximo Zancan